# 蒙蒂尼莱容格勒尔
蒙蒂尼莱容格勒尔（法語：Montigny-les-Jongleurs，法語發音：[mɔ̃tiɲi le ʒɔ̃ɡlœʁ]）是法国上法蘭西大區索姆省的一个市镇，属于亚眠区。

## 地理
蒙蒂尼莱容格勒尔（50°10'51"N, 2°8'1"E）面积5 平方千米，位于法国上法蘭西大區索姆省，该省份为法国北部沿海省份，北起加来海峡省和北部省，西接滨海塞纳省和大西洋英吉利海峡，南至瓦兹省，东临埃纳省。
与蒙蒂尼莱容格勒尔接壤的市镇（或旧市镇、城区）包括：阿让维尔、迈济库尔、普鲁维尔、圣阿舍尔。

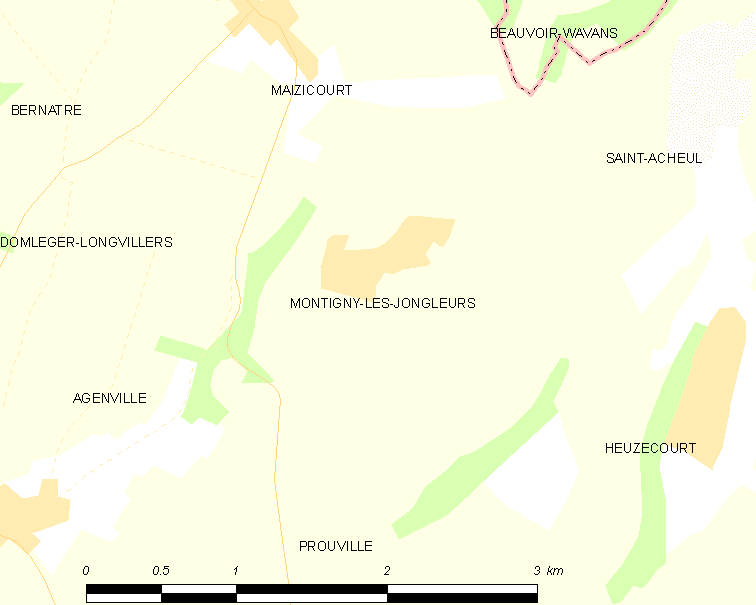
蒙蒂尼莱容格勒尔的OSM定位图

蒙蒂尼莱容格勒尔的时区为UTC+01:00、UTC+02:00（夏令时）。

## 行政
蒙蒂尼莱容格勒尔的邮政编码为80370，INSEE市镇编码为80563。

## 政治
蒙蒂尼莱容格勒尔所属的省级选区为杜朗县。

## 人口

1962-2008年间蒙蒂尼莱容格勒尔人口变化图示

蒙蒂尼莱容格勒尔于2022年1月1日时的人口数量为101人。